# Лунево-Велике
Лунево-Велике (пол. Łuniewo Wielkie) — село в Польщі, у гміні Клюково Високомазовецького повіту Підляського воєводства.
Населення — 155 осіб (2011).
У 1975-1998 роках село належало до Ломжинського воєводства.

## Демографія
Демографічна структура станом на 31 березня 2011 року:
|          | Загалом | Допрацездатний вік | Працездатний вік | Постпрацездатний вік |
| -------- | ------- | ------------------ | ---------------- | -------------------- |
| Чоловіки | 75      | 15                 | 51               | 9                    |
| Жінки    | 80      | 17                 | 40               | 23                   |
| Разом    | 155     | 32                 | 91               | 32                   |